# Лауре
Лауре́ано (Лау́ре) Сана́брия Ру́ис (исп. Laureano Sanabria Ruiz; 22 марта 1985, Мадрид, Испания) — испанский футболист, защитник клуба «Алькоркон».

## Карьера
Лауре является воспитанником мадридского «Реала». Несмотря на свой впечатляющий первый сезон в команде C, Рамон Кальдерон не видел его в системе клуба и не стал предлагать ему новый контракт. Поэтому он подписал контракт с «Леганес», выступающим в третьем дивизионе.
После переезда в «Депортиво» из Ла-Коруньи летом 2007 года, Лауре долго не мог попасть в основу, поэтому ему приходилось играть в команде Б. В конце концов, ему удалось попасть на глаза тренеру основной команды, Мигелю Лотине. Тот взял его, чтобы заменить травмированного Мануэля Пабло в игре против «Вильяреала» 13 января 2008 года. Лауре отыграл весь матч и оставил благоприятное впечатление о своей игре. В конце сезона, Лауре получил новый контракт, чтобы остаться в клубе до 2011 года.
В сезоне 2009-10 Лауре отыграл в 20 матчах, в основном, в качестве левого защитника, заменяя травмированного Луиса Филипе.
29 января 2011 года Лауре забил свой первый гол в карьере. Его точный удар принёс «Депортиво» ничью 3:3 в матче с «Севильей».

## Достижения

### Командные
«Депортиво»
- Обладатель Кубка Интертото: 2008
- Победитель Сегунды: 2011/12